# 尹蓁晞
尹蓁晞（英語：Yumi Wan，1987年9月24日 - ），原名尹曉蓁，生於香港，新法書院中五畢業。

## 經歷
在2001年，參加前Teens週刊的活動，「港版Morning娘」選舉大賽後當了模特兒，從此開始她模特兒的生涯，其作品常見於各網上討論區，受各網友歡迎。
在2006年，她在當模特兒時，更被經理人Angus賞識和發掘之下，在2008年並簽下林建名開辦的經理人公司大名娛樂有限公司，成為同一經理人公司戴夢夢、趙碩之和麥雅緻的師妹，成為新一代的青春模特兒兼藝人。在香港動漫電玩節2008當Gamania的game girl還成為全城熱話，先後有多本報章約她做專訪。
因為要籌備在2009年推出寫真集的關係，宣佈在2008年尾不會再私影，並由原名尹曉蓁改名為尹蓁晞，進入娛樂圈發展。
她的首套參演的的電影是《愛情故事》，這套電影是由江若琳和文詠珊主演，彭氏兄弟的彭順執導，由寰宇電影投資。之後更在邱禮濤導演的《死神傻了》客串。

## 曾參與活動和獲得的獎項
- 2001年：Teens週刊「港版Morning娘」選舉大賽
- 2007年：ibike.com美麗大使iBikeGal競選，獲得冠軍

## 演出作品

### 廣告
- 2009年：Dr Renew
- 2008年：Jacqualin Spa
- 2008年：法國婚紗攝影

### 電視節目
- 2008年：無綫電視 -《筋肉擂台》
- 2010年：亞洲電視 -《財神到》
- 2010年：有线电视 -《怪谈》
- 2013年：台灣華視 - 《周六大挑戰》(小天使/代理主持）

### 電影
- 2009年：《死神傻了》（10月上映）
- 2009年：《愛情故事》（2月26日上映）

## 負面新聞
2008年10月2日，早前尹蓁晞為法國婚紗攝影拍攝婚紗廣告，她的經理人公司老闆林建名專程探班，她身穿藍色高衩裙。尹蓁晞當接受傳媒訪問時，因為高衩裙衩開得太高，不慎走光，露出白色內褲，被蘋果日報記者拍到，但她卻懵然不知。這走光照被網友廣泛流傳。
2009年8月，尹蓁晞被東方新地揭發當晚陪同她住在元朗村屋男友後，與另一位男士在公園親嘴及到酒店過夜，被指是「援交女」（妓女）。事後她否認援交，但她的解釋相當矛盾：她解釋已同元朗村屋的男友分手，在公園親熱的是新髮型師男友，拍拖親熱十分正常，但說罷不久，她又自爆與髮型師男友昨早已有共識地分手，她的解釋令人質疑其可信性及清白，有網民認為她的解釋十分牽強，認為她是為了掩蓋當「援交女」（妓女）的事實，亦有人唾罵尹蓁晞是花心女一名。
2011年2月23日，由於多次未能聯絡尹蓁晞，《親密損友》監製鄧特希宣佈改由趙彤接演其角色；但有指當時尹蓁晞其實已經與一男友蒋锴儒闪婚，並可能已移民。

## 外部連結
- 尹蓁晞的Instagram帳戶
- 尹蓁晞Xanga個人網誌 （页面存档备份，存于）
- 尹蓁晞靚相集 （页面存档备份，存于）
- 尹蓁晞(尹曉蓁)個人相簿網頁 （页面存档备份，存于）
- 尹蓁晞微博
- 尹蓁晞在香港影庫上的簡介